# Stroud
Stroud este un oraș și un district nemetropolitan în comitatul Gloucestershire, regiunea South West, Anglia. Districtul are o populație de 110.300 locuitori, din care 12.960 locuiesc în orașul propriu zis Stroud.

## Orașe din district
- Dursley
- Nailsworth
- Painswick
- Wotton-under-Edge

## Personalități născute aici
- Lyndon Smith (n. 1964), profesor universitar, specialist în simulare pe computer⁠(d).

## Vedeți și
- Listă de orașe din Regatul Unit